# DomänTurist
DomänTurist AB var ett statligt bolag som ingick i Domänverket. DomänTurist drev campingar och andra fritidsverksamheter.
DomänTurist bildades 1975 sedan Domänverket från 60-talet och framåt börjar med bland annat seglarskola och uppförandet av campingar. Campingarna fick namnet kronocamping och anlades på den statliga skogsmark som Domänverket ansvarade för. Böda Sand Camping är till exempel anlagd vid Böda Kronopark. Kronojägaren, Domänverkets representant, hade på olika platser tidigare börjat ta ut besöksavgifter för den "fricamping" som förekom.
DomänTurist drev bland annat campingar i Torekov, Saxnäs, Böda Sand och Lidköping. Totalt fanns som mest 12 anläggningar, förutom campinganläggningar ingick bland annat laxfisket i Mörrumsån som alltjämt drivs av Sveaskog och fiskecampingen i Risebo.
När den borgerliga regeringen tillträdde 1991 var ett av målen privatiseringar och bolagiseringar av statliga verksamheter. Domänverket beslutades bli ombildat till ett statligt skogsbolag. Camping- och fritidsverksamheten såldes därför av 1994 i samband med bildandet av AssiDomän som senare blev Sveaskog. De olika campingarna har drivits vidare separat, ofta av tidigare föreståndare som gavs möjlighet att ta över. I några fall lever namnet Kronocamping kvar.